# Sázka na smrt
Sázka na smrt (v anglickém originále The Dead Pool) je americký kriminální film z roku 1988. Režisérem filmu je Buddy Van Horn. Hlavní role ve filmu ztvárnili Clint Eastwood, Patricia Clarkson, Liam Neeson, Evan C. Kim a David Hunt.

## Obsazení
| Clint Eastwood    | Harry Callahan  |
| Patricia Clarkson | Samantha Walker |
| Liam Neeson       | Peter Swan      |
| Evan C. Kim       | Al Quan         |
| David Hunt        | Harlan Rook     |
| Michael Currie    | Donnelly        |
| Michael Goodwin   | Ackerman        |
| Jim Carrey        | Johnny Squares  |